# Gea (historieta)
Gea es una historieta italiana de género fantástico de la casa Sergio Bonelli Editore, creada por el guionista y dibujante Luca Enoch.
Fueron editados 18 álbumes semestrales desde julio de 1999 a noviembre de 2007.

## Argumento y personajes
Gea es una adolescente huérfana con pelo de casco rubio, delgada y con un look gótico. Vive sola en un loft que deja siempre en desorden, junto a su gato negro Cagliostro, va a una escuela pública, toca el bajo en una banda de amigos, practica kendo y esgrima y, sobre todo, defiende el equilibrio de la Tierra rechazando a criaturas de otras dimensiones. De hecho, Gea es parte de la Casta de los Baluartes y lucha contra los invasores con su espada mágica escondida en el bajo. Su gato le sirve de alarma, ya que en su frente aparece una estrella blanca en caso de eventuales intrusiones dimensionales. La joven recibe órdenes de un misterioso coordenador que ella llama "tío". Como todos los baluartes, Gea sufre de fotofobia y acromatopsia, y por eso tiene que llevar gafas de sol. Sus enemigos más peligrosos pertenecen a la Raza Enemiga, liderada por la Triada Oscura, unos seres malvados que pueden mezclarse con los humanos.
Otros personajes son: Vic y Paula, compañeros de clase de Gea y roqueros como ella; Leonardo, un chico mayor que Gea, quien se ha quedado parapléjico tras un accidente de tráfico y es muy bueno en tocar la batería gracias a oportunas adaptaciones; Sigfrido, un estudiante de medicina muy alto y fuerte, apodado "Ballena asesina", experto jugador de hockey sobre hielo y abiertamente homosexual, que hace trabajo voluntario; Luciana, la trabajadora social de la escuela de Gea; Tara, matriarca protectora de una comunidad de indios, los cuales la adoran como a una semidiosa, que facilita a Gea los ingredientes necesarios para sus pociones alucinógenas; Ahmad, policía de origen palestino; la Diva, miembro de la Triada Oscura, que se esconde bajo la identidad de una estilista de moda de mucho éxito; Diddly, agente del Servicio de Seguridad, firmemente convencido de la existencia de los alienígenas.

### Novelas
- Vaccarino, Lucia (2018). Gea. Il romanzo. Milán: Sergio Bonelli Editore. ISBN 978-88-6961-278-7.